# 约翰娜·奥洛夫松
约翰娜·奥洛夫松（瑞典語：Johanna Olofsson，1991年7月13日—），瑞典女子冰球运动员。她曾代表瑞典参加2014年和2018年冬季奥林匹克运动会冰球比赛，最好名次为2014年冬季奥运会的第四名。